# مزاعم اختلاس في حرب العراق
هذه الصفحة تحتوي على التحقيقات الرسمية والإعلامية حول مزاعم اختلاس حدثت أثناء حرب العراق.

## التحقيقات الرسمية
في تموز 2008، حققت وزارة العدل الأمريكية في نحو 900 قضية يُشتبه بأن مقاولين ارتكبوا فيها احتيالًا، ووجد تدقيق أمريكي أن سلطة الاحتلال فقدت أثر أموال إعادة الإعمار التي بلغ مجموعها نحو 9 مليارات دولار. كما كشف جهاز تدقيق عقود الدفاع عن عقود عراقية مشبوهة بقيمة 10 مليارات دولار، وأظهر تدقيق أمريكي أنّ سلطة الاحتلال فقدت أثر أموال إعمار تقارب 9 مليارات دولار.
قال هنري واكسمان، رئيس لجنة الرقابة والإصلاح الحكومي في مجلس النواب الأمريكي آنذاك: «الأموال التي ضاعت في الهدر والاحتيال وسوء الاستخدام في هذه العقود أمر فاضح للغاية، وقد يتبيّن أنّها أكبر عملية استغلال للحرب في التاريخ».

## التحقيقات الإعلامية
نُقل 12 مليار دولار نقدًا من الاحتياطي الفدرالي إلى بغداد بين نيسان 2003 وحزيران 2004، حيث صرفتها سلطة الائتلاف المؤقتة. وخلص تقرير لمجلة فانيتي فير إلى أنّ «ما لا يقل عن 9 مليارات دولار من هذا المبلغ قد فُقد».
فيلم رسائل إخبارية: المليارات المفقودة في العراق، من إنتاج أفلام الغارديان (20 آذار 2006).
مدونة على هافينغتون بوست زعمت أنّ «مقاولين أجانب مُنحوا حصانة» كانوا متورطين. وأصدرت المحاكم الأمريكية أوامر كتم تمنع الادعاء أو الدفاع من مناقشة هذه المزاعم، وتشمل هذه الأوامر 70 قضية مرفوعة على بعض أبرز المقاولين الأمريكيين.

## الأموال المفقودة من الأمم المتحدة
في بداية حرب العراق، خصصت الأمم المتحدة 23 مليار دولار من أموال العراق للتحالف الذي تقوده الولايات المتحدة لإعادة إعمار البلاد.